# Miss Universo 1979
Miss Universo 1979, la 28.ª edición del concurso de belleza Miss Universo, se celebró en el Perth Entertainment Centre en Perth (Australia) la mañana del 20 de julio (hora local) —debido a la diferencia horaria, fue televisado en el hemisferio occidental durante la noche del 19—.
Setenta y cinco concursantes, representantes de igual número de países y territorios, compitieron en esta versión del certamen que por primera vez se realizó en Oceanía y en el Hemisferio Sur. Al final del evento, Margaret Gardiner, Miss Universo 1978, de Sudáfrica, coronó como su sucesora a Maritza Sayalero, de Venezuela. Elegida por un jurado de once personas, la ganadora, de 18 años, se convirtió en la primera representante de su país en obtener el título de Miss Universo.
Este fue el decimotercer concurso animado de forma consecutiva por el presentador de televisión estadounidense Bob Barker. Como comentarista, actuó la actriz Helen O'Connell. El artista estadounidense Donny Osmond se encargó del entretenimiento. El programa fue transmitido vía satélite por la cadena estadounidense CBS en colaboración con la cadena australiana Seven Network.

## Antecedentes

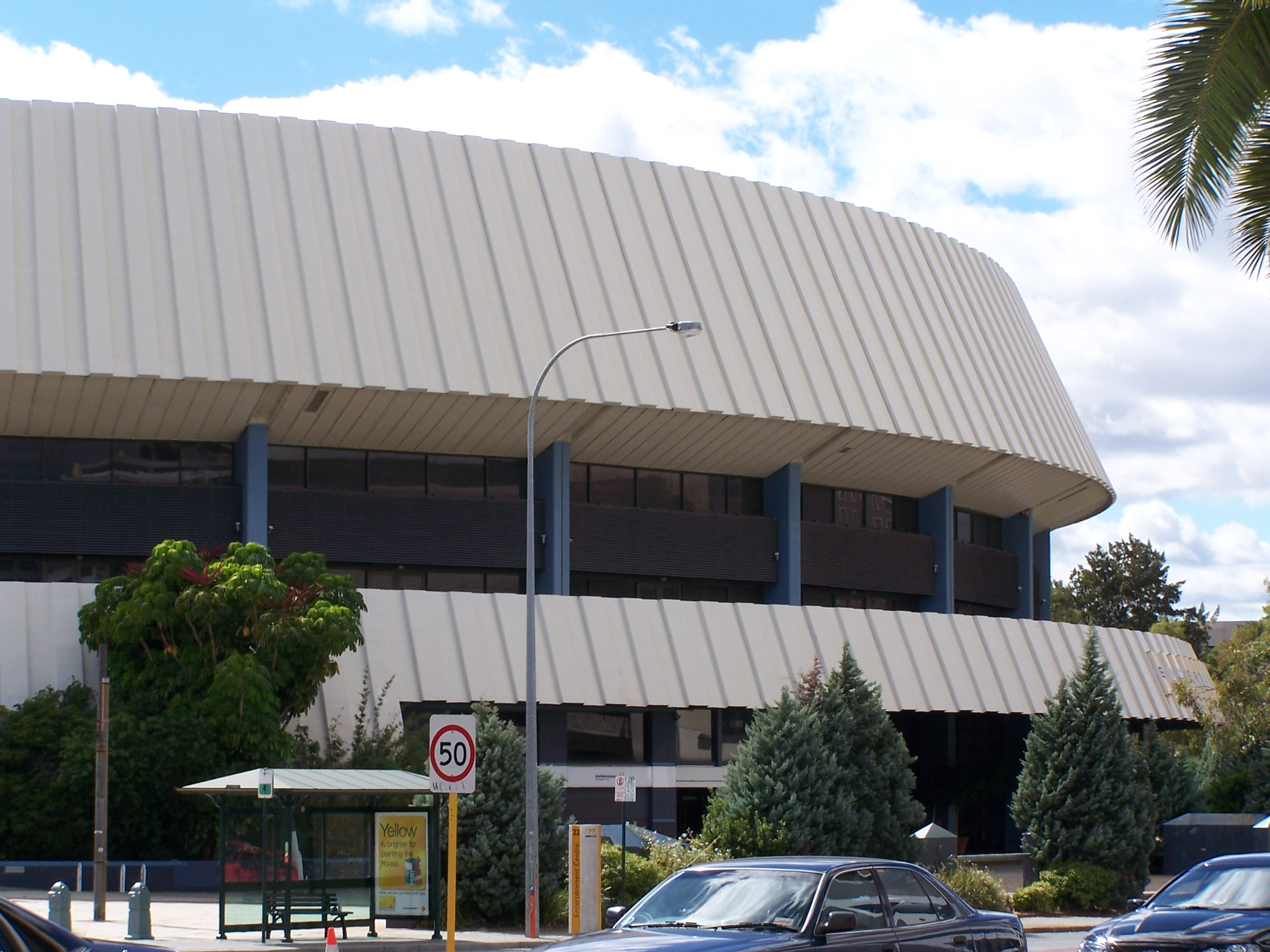
Perth Entertainment Centre, recinto sede de Miss Universo 1979

### Sede y fecha
El 22 de septiembre de 1976, Sir Charles Court, el entonces primer ministro de Australia Occidental, anunció que el concurso se llevaría a cabo en el Perth Entertainment Centre, Perth, en 1979. El evento formó parte de las celebraciones del 150 aniversario de Australia Occidental.
El 11 de julio de 1979, la Skylab, el primer laboratorio orbital tripulado, cayó de su órbita y se estrelló en el Océano Índico. Si bien la mayoría de sus restos se hundieron en el océano, algunos fragmentos alcanzaron Australia Occidental, donde se llevaba a cabo el concurso Miss Universo. Uno de estos fragmentos, hallado en Esperance, a 720 kilómetros de Perth, fue llevado a la ciudad para ser incorporado al escenario del concurso.

### Selección de candidatas

#### Debuts, regresos y retiros
Esta edición marcó el debut de Bofutatsuana, Fiyi y Transkei, así como el regreso de Portugal, que había competido por última vez en 1974; al igual que Antigua y las Islas Vírgenes Británicas, que habían competido por última vez en 1977.
Bonaire, Curazao, Lesoto, Líbano, Marruecos, Nicaragua, Nuevas Hébridas y Samoa Americana se retiraron de la competencia. Patricia Pineda Chamorro de Nicaragua no participó debido a razones personales. Se informó que su familia había recibido amenazas de muerte debido a la participación de Chamorro en Miss Universo.

### Incidentes después del concurso
Instantes después de la coronación de Sayalero como Miss Universo, la estructura trasera del escenario colapsó por la presión de periodistas y fotógrafos que se abalanzaron para cubrir el momento. Veinticinco personas, entre ellas diez candidatas, cayeron dos metros desde la pasarela. Dian Borg Bartolo de Malta y Fusin Dermitan de Turquía sufrieron heridas leves en las piernas y fueron trasladadas al Hospital Real de Perth para su evaluación. Sayalero permaneció ilesa.

## Resultados

### Clasificación final
La ganadora, las finalistas y las semifinalistas son las siguientes candidatas:
| Posición           | Concursante |
| ------------------ | --- |
| Miss Universo 1979 | - Venezuela - Maritza Sayalero (18) |
| 1.ª finalista      | - Bermudas - Gina Swainson (20) |
| 2.ª finalista      | - Inglaterra - Carolyn Seaward (18) |
| 3.ª finalista      | - Brasil - Martha Jussara da Costa (20) |
| 4.ª finalista      | - Suecia - Annette Ekström (19) |
| Semifinalistas     | - Sudáfrica - Veronica Wilson (25) - Belice - Sarita Acosta (19) - Estados Unidos - Mary Therese Friel (20) - Alemania Occidental - Andrea Hontschick (19) - Escocia - Lorraine Davidson (19) - Argentina - Virginia Álvarez (20) - Gales - Janet Beverly Hobson (19) |

### Premios especiales
Los premios de Traje nacional, Miss Simpatía y Miss Fotogénica fueron otorgados a las siguientes naciones y candidatas:
| Premio          | Premio          | Concursante                        |
| --------------- | --------------- | ---------------------------------- |
| Traje nacional  | Ganadora        | - Uruguay - Elizabeth Busti        |
| Traje nacional  | 2.º lugar       | - Brasil - Martha Jussara da Costa |
| Traje nacional  | 3.er lugar      | - Sudáfrica - Veronica Wilson      |
| Miss Simpatía   | Miss Simpatía   | - Japón - Yurika Kuroda            |
| Miss Fotogénica | Miss Fotogénica | - Inglaterra - Carolyn Seaward     |

## Puntajes oficiales

### Competencia semifinal
Según el orden en el que las doce semifinalistas fueron anunciadas, sus puntajes oficiales fueron los siguientes:
| País             | Promedio preliminar | Entrevista | Traje de baño | Traje de noche | Promedio semifinal |
| ---------------- | ------------------- | ---------- | ------------- | -------------- | ------------------ |
| Gales            | 7.345 (12)          | 7.380 (12) | 7.818 (11)    | 8.150 (9)      | 7.783 (12)         |
| Bermudas         | 7.578 (9)           | 8.872 (2)  | 9.027 (2)     | 9.100 (2)      | 9.000 (2)          |
| Brasil           | 7.715 (5)           | 8.509 (4)  | 8.764 (3)     | 8.818 (4)      | 8.697 (4)          |
| Sudáfrica        | 8.103 (3)           | 7.918 (10) | 8.330 (5)     | 8.454 (5)      | 8.234 (6)          |
| Estados Unidos   | 7.676 (6)           | 8.100 (8)  | 7.709 (12)    | 8.335 (7)      | 8.048 (8)          |
| Belice           | 7.654 (7)           | 8.118 (7)  | 8.279 (6)     | 8.118 (11)     | 8.172 (7)          |
| Argentina        | 7.515 (11)          | 8.009 (9)  | 8.045 (9)     | 8.021 (12)     | 8.025 (11)         |
| Inglaterra       | 8.227 (2)           | 8.671 (3)  | 8.591 (4)     | 8.936 (3)      | 8.733 (3)          |
| Alemania Federal | 7.542 (10)          | 8.125 (6)  | 7.882 (10)    | 8.118 (10)     | 8.042 (9)          |
| Escocia          | 7.609 (8)           | 7.764 (11) | 8.118 (8)     | 8.218 (8)      | 8.033 (10)         |
| Venezuela        | 8.461 (1)           | 9.362 (1)  | 9.135 (1)     | 9.416 (1)      | 9.305 (1)          |
| Suecia           | 7.800 (4)           | 8.300 (5)  | 8.127 (7)     | 8.409 (6)      | 8.279 (5)          |

Las cinco finalistas fueron anunciadas en el siguiente orden: Venezuela, Suecia, Bermudas, Inglaterra y Brasil.

### Competencia preliminar: traje de baño
Los puntajes de las candidatas en la competencia preliminar de traje de baño fueron los siguientes (las diez semifinalistas aparecen en cursiva y la ganadora, además, en negrita):
- 8.673 Venezuela
- 8.382 Inglaterra
- 8.218 Sudáfrica
- 7.936 Belice
- 7.899 Suecia
- 7.791 Gales
- 7.773 Brasil
- 7.600 Uruguay
- 7.591 Singapur
- 7.582 Austria
- 7.564 Escocia
- 7.536 Alemania
- 7.491 Holanda
- 7.455 Portugal
- 7.445 Bermudas
- 7.418 Reunión
- 7.418 España
- 7.409 Perú
- 7.400 Suiza
- 7.373 Estados Unidos
- 7.173 Francia
- 7.141 Hong Kong
- 7.127 Australia
- 7.127 San Vicente
- 7.077 Finlandia
- 6.991 Dinamarca
- 6.945 Colombia
- 6.936 Argentina
- 6.873 Costa Rica
- 6.845 México
- 6.818 Canadá
- 6.809 Bofutatsuana
- 6.800 Japón
- 6.736 República Dominicana
- 6.727 Nueva Zelanda
- 6.718 Irlanda
- 6.718 Sri Lanka
- 6.655 Malta
- 6.636 Noruega
- 6.627 Chile
- 6.563 Trinidad y Tobago
- 6.555 Barbados
- 6.545 Israel
- 6.545 Puerto Rico
- 6.536 Honduras
- 6.518 Malasia
- 6.473 Surinam
- 6.439 Corea
- 6.427 Filipinas
- 6.409 Guatemala
- 6.309 Turquía
- 6.291 Tailandia
- 6.286 Paraguay
- 6.209 Bélgica
- 6.155 Bolivia
- 6.127 Grecia
- 6.118 Islandia
- 6.109 Guam
- 6.091 El Salvador
- 6.082 India
- 6.068 Italia
- 6.064 Aruba
- 5.982 Bahamas
- 5.882 Tahití
- 5.791 Ecuador
- 5.727 Panamá
- 5.727 Islas Vírgenes de los Estados Unidos
- 5.641 Islas Marianas del Norte
- 5.591 Transkei
- 5.582 Antigua
- 5.582 Fiyi
- 5.545 Mauricio
- 5.364 Islas Vírgenes Británicas
- 5.355 Papúa Nueva Guinea

## El concurso

### Formato
Se seleccionaron doce semifinalistas mediante una competición preliminar y entrevistas a puerta cerrada. Las semifinalistas respondieron preguntas en una breve entrevista en el escenario con el presentador, Bob Barker, y participaron en la competencia de trajes de baño y de noche. Después, se les hizo la misma pregunta final a las cinco finalistas, y se anunciaron los resultados.

### Panel de jueces
El panel de jueces estuvo conformado por las siguientes once personas:
- Ita Buttrose, personalidad de televisión y radio australiana
- Lana Cantrell, cantante australiana
- Yves Corbassière, pintor francés
- Don Galloway, actor estadounidense de cine, teatro y televisión
- Apasra Hongsakula, Miss Universo 1965 de Tailandia
- Julio Iglesias, cantante español
- Tony Martin, actor y cantante estadounidense
- Robin Moore, escritor estadounidense
- Rossana Podestà, actriz italiana
- Anne Marie Pohtamo, Miss Universo 1975 de Finlandia
- Constance Towers, actriz estadounidense

Cuatro de los jueces originales no continuaron con su responsabilidad como jueces. Ellos fueron John Gavin y LeVar Burton, actores estadounidenses, el diseñador estadounidense Arnold Scaasi y la actriz británica Lynn Redgrave.

## Concursantes
Las candidatas al título de Miss Universo 1979 fueron las siguientes:
| País/Territorio                      | Candidata                 | Edad | Procedencia         |
| ------------------------------------ | ------------------------- | ---- | ------------------- |
| Alemania Occidental                  | Andrea Hontschik          | 19   | Berlín              |
| Antigua                              | Elsie Maynard             | –    | Saint John          |
| Argentina                            | Adriana Álvarez           | 20   | Buenos Aires        |
| Aruba                                | Lugina Vilchez            | –    | Oranjestad          |
| Australia                            | Kerry Dunderdale          | 20   | Sídney              |
| Austria                              | Karin Zorn                | 18   | Weiz                |
| Bahamas                              | Lolita Armbrister         | 18   | Dundas Town         |
| Barbados                             | Barbara Bradshaw          | –    | Saint Michael       |
| Bélgica                              | Christine Cailliau        | 23   | Bruselas            |
| Belice                               | Sarita Acosta             | 19   | Ciudad de Belice    |
| Bermudas                             | Gina Swainson             | 21   | Saint George        |
| Bofutatsuana                         | Alina Moeketse            | –    | Mmabatho            |
| Bolivia                              | María Luisa Rendón        | 20   | Cochabamba          |
| Brasil                               | Marta Jussara da Costa    | 20   | Mossoró             |
| Canadá                               | Heidi Quiring             | 20   | Winnipeg            |
| Chile                                | María Cecilia Serrano     | 19   | Santiago            |
| Colombia                             | Ana Milena Parra          | 20   | Bucaramanga         |
| Corea del Sur                        | Jae-hwa Seo               | 20   | Seúl                |
| Costa Rica                           | Carla Facio               | 17   | San José            |
| Dinamarca                            | Lone Joergensen           | 18   | Holstebro           |
| Ecuador                              | Ana Margarita Plaza       | –    | Guayaquil           |
| El Salvador                          | Ivette López              | 19   | San Salvador        |
| Escocia                              | Lorraine Davidson         | 19   | Glasgow             |
| España                               | Gloria Valenciano         | 18   | Tenerife            |
| Estados Unidos                       | Mary Therese Friel        | 20   | Pittsford           |
| Filipinas                            | Criselda Cecilio          | 18   | Manila              |
| Finlandia                            | Päivi Uitto               | 22   | Helsinki            |
| Fiyi                                 | Tanya Whiteside           | –    | Suva                |
| Francia                              | Sylvie Paréra             | 18   | Marsella            |
| Gales                                | Beverley Neals            | 19   | Llandudno           |
| Grecia                               | Katia Koukidou            | 22   | Atenas              |
| Guam                                 | Marie Cruz                | 18   | Asán                |
| Guatemala                            | Michelle Domínguez        | 19   | Ciudad de Guatemala |
| Holanda                              | Eunice Bharatsingh        | 18   | La Haya             |
| Honduras                             | Gina Weidner              | 18   | San Pedro Sula      |
| Hong Kong                            | Olivia Cheng              | 19   | Hong Kong           |
| India                                | Swaroop Sampat            | 20   | Bombay              |
| Inglaterra                           | Carolyn Seaward           | 18   | Yelverton           |
| Irlanda                              | Lorraine O'Conner         | 24   | Cork                |
| Islandia                             | Halldora Björk Jonsdóttir | 22   | Reikiavik           |
| Islas Marianas del Norte             | Barbara Torres            | –    | Chalan Kanoa        |
| Islas Vírgenes Británicas            | Eartha Ferdinand          | –    | Road Town           |
| Islas Vírgenes de los Estados Unidos | Linda Torres              | 23   | Cruz Bay            |
| Israel                               | Vered Polgar              | 17   | Haifa               |
| Italia                               | Elvira Puglisi            | 19   | Sicilia             |
| Japón                                | Yurika Kuroda             | 20   | Tokio               |
| Malasia                              | Irene Wong                | 23   | Kuala Lumpur        |
| Malta                                | Dian Borg Bartolo         | 18   | Victoria            |
| Mauricio                             | Maria Allard              | 24   | Port Louis          |
| México                               | Blanca Díaz               | 18   | Acaponeta           |
| Noruega                              | Unni Öglaend              | 20   | Oslo                |
| Nueva Zelanda                        | Andrea Karke              | –    | Auckland            |
| Panamá                               | Yahel Dolande             | –    | Ciudad de Panamá    |
| Papúa Nueva Guinea                   | Molly Misbut              | –    | Puerto Moresby      |
| Paraguay                             | Patricia Lohman           | –    | Asunción            |
| Perú                                 | Jacqueline Brahm          | –    | Lima                |
| Puerto Rico                          | Teresa López              | 18   | Mayagüez            |
| Portugal                             | Marta Maria Mendoça       | 17   | Lisboa              |
| República Dominicana                 | Viena Elizabeth García    | –    | Santo Domingo       |
| Reunión                              | Isabelle Jacquemart       | –    | Saint-Denis         |
| San Cristóbal                        | Cheryl Chaderton          | –    | Basseterre          |
| San Vicente                          | June de Nobriga           | 23   | Kingstown           |
| Singapur                             | Elaine Tan                | 17   | Singapur            |
| Sri Lanka                            | Vidyahari Vanigasooriya   | 20   | Colombo             |
| Sudáfrica                            | Veronica Wilson           | 25   | Johannesburgo       |
| Suecia                               | Annette Ekström           | 19   | Eskilstuna          |
| Suiza                                | Birgit Krahl              | –    | Neuchâtel           |
| Surinam                              | Sergine Lieuw-A-Len       | 17   | Paramaribo          |
| Tahití                               | Fabienne Tapare           | –    | Papeete             |
| Tailandia                            | Wongduan Kerdpoom         | 17   | Bangkok             |
| Transkei                             | Lindiwe Bam               | –    | Mthatha             |
| Trinidad y Tobago                    | Marie Noelle Diaz         | –    | Puerto España       |
| Turquía                              | Fusin Dermitan            | 21   | Ankara              |
| Uruguay                              | Elizabeth Busti           | 20   | Montevideo          |
| Venezuela                            | Maritza Sayalero          | 18   | Caracas             |